# Chevrolet Delray
Chevrolet Delray a fost inițial doar o mașină din seria 210. Doar în 1957, a devenit un model distinct și totodată foarte popular. În 1959,  Chevrolet Impala a devenit cea mai vândută mașină, până atunci, Delray a dispărut de pe piață. Delray a concurat pe piață cu  Impala, Bel Air și Biscayne.